# سد لاگو کولینا
سد لاگو کولینا (به اسپانیایی: Lago Colina Dam) یک سد در مکزیک است که در ایالت چی‌واوا واقع شده‌است.